# Каналете
Каналете (исп. Canalete) — город и муниципалитет на севере Колумбии, на территории департамента Кордова.

## История
Поселение, из которого позднее вырос город, было основано в 1952 году. Муниципалитет Каналете был выделен в отдельную административную единицу в 1979 году.

## Географическое положение

Муниципалитет Каналете

Город расположен в северо-западной части департамента, в пределах Прикарибской низменности, на левом берегу реки Каналете, на расстоянии приблизительно 36 километров к западу от города Монтерии, административного центра департамента. Абсолютная высота — 51 метр над уровнем моря.
Муниципалитет Каналете граничит на севере и северо-западе с территорией муниципалитета Лос-Кордовас, на востоке и юго-востоке — с муниципалитетом Монтерия, на юго-западе — с территорией департамента Антьокия. Площадь муниципалитета составляет 483 км².

## Население
По данным Национального административного департамента статистики Колумбии, совокупная численность населения города и муниципалитета в 2015 году составляла 21 548 человек.
Динамика численности населения муниципалитета по годам:
| 2005   | 2006   | 2007   | 2008   | 2009   | 2010   | 2011   | 2012   | 2013   | 2014   | 2015   |
| ------ | ------ | ------ | ------ | ------ | ------ | ------ | ------ | ------ | ------ | ------ |
| 17 315 | 17 677 | 18 048 | 18 430 | 18 831 | 19 247 | 19 679 | 20 131 | 20 591 | 21 060 | 21 548 |

Согласно данным переписи 2005 года мужчины составляли 53,4 % от населения Каналете, женщины — соответственно 46,6 %. В расовом отношении белые и метисы составляли 99,4 % от населения города; негры, мулаты и райсальцы — 0,6 %.
Уровень грамотности среди всего населения составлял 72,4 %.

## Экономика
Основу экономики Каналете составляет животноводство.
68,7 % от общего числа городских и муниципальных предприятий составляют предприятия торговой сферы, 22,9 % — предприятия сферы обслуживания, 8 % — промышленные предприятия, 0,4 % — предприятия иных отраслей экономики.